# مرکز سلامت سنت جوزف
مرکز سلامت سنت جوزف (انگلیسی: St. Joseph's Health Centre) یک بیمارستان آموزشی کاتولیک در غرب تورنتو که در کنار دریاچه انتاریو واقع شده‌است. این مرکز درمانی در سال ۱۹۲۱ میلادی برپا شد و در آغاز یک یتیم‌خانه بود.
این مرکز درمانی سالیانه ۹۷٬۰۰۰ مراجعهٔ اورژانس، ۲۷۲٬۰۰۰ درمان سرپایی و بیش از ۲۱٬۰۰۰ بستری دارد و مدت میانگین بستری در آن ۶–۵ روز است. هر سال بیش از ۳٬۰۰۰ نوزاد در این بیمارستان به‌دنیا آمده و درصد اشغال تخت بیمارستانی در آن ۱۰۰٪ است. همچنین بیش از ۱۶۰٬۰۰۰ تصویربرداری تشخیص سالیانه و بیس از ۳۰٬۰۰۰ جراحی در سال در آن انجام می‌شود.
این بیمارستان به دانشگاه تورنتو وابسته است و مجلهٔ نیوزویک در سال ۲۰۱۹ آنرا در رتبهٔ ۹ بیمارستان‌های کشور کانادا قرار داد.